# 伊犁驼蹄瓣
伊犁驼蹄瓣（学名：Zygophyllum iliense）为蒺藜科驼蹄瓣属的植物。分布于中亚以及中国大陆的新疆等地，生长于海拔800米的地区，常生长在荒漠带的低山坡或戈壁滩，目前尚未由人工引种栽培。

## 别名
伊犁霸王（中国沙漠植物志）